# Revel Atlantic City

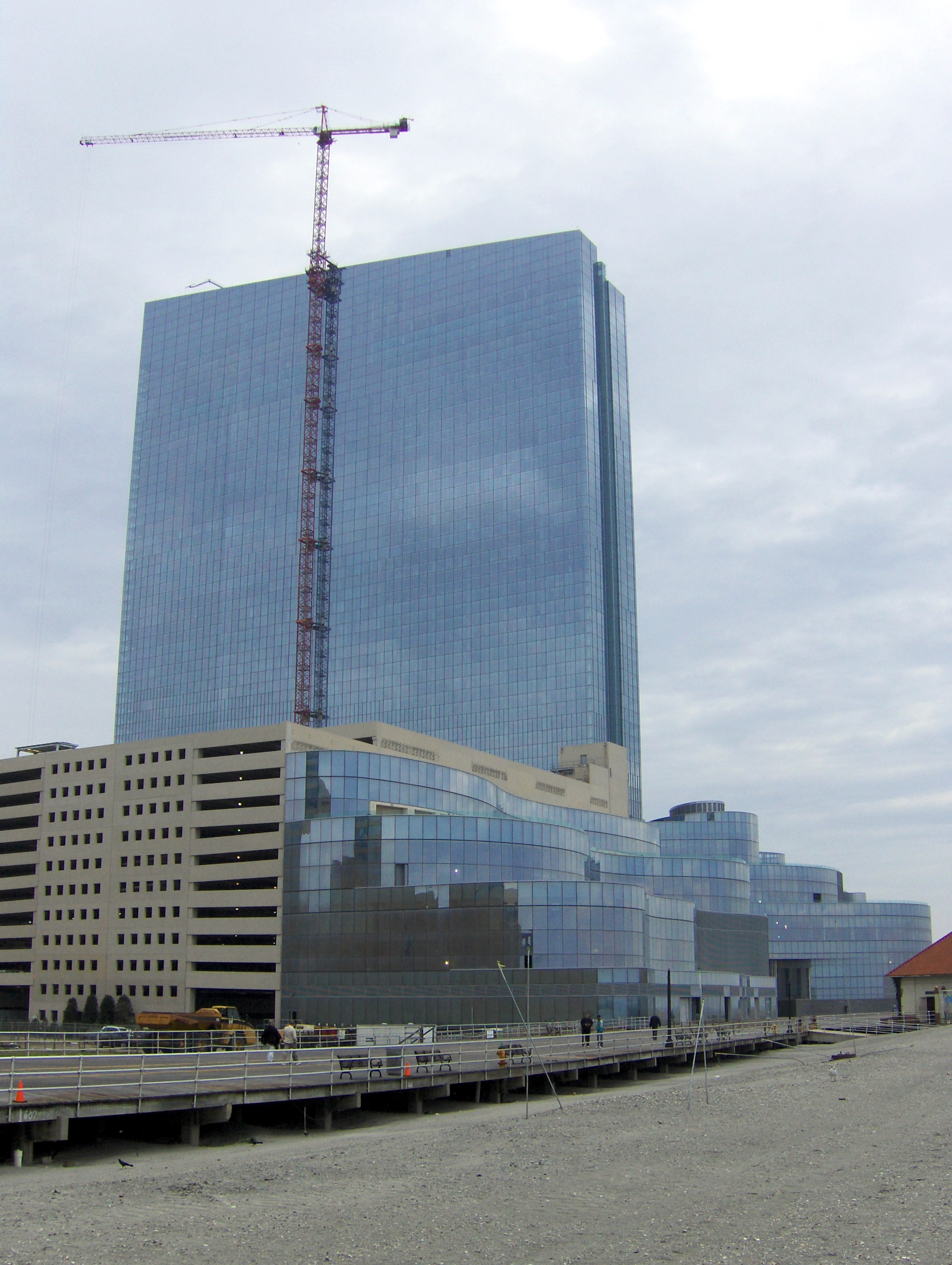
Revel während der Bauarbeiten, 2011

Ocean Resort Atlantic City heißt ein Hotel in Atlantic City, New Jersey. Es ist 220 m hoch und damit das höchste Gebäude in Atlantic City und das zweithöchste Gebäude im Staat New Jersey. Es besitzt 1399 Räume. Zum Komplex zählen außerdem Restaurants und Casinos.  Die maßgeblichen Architekten waren BLT Architects. Die Errichtung des Gebäudes kostete 2,4 Milliarden USD.
Am 2. April 2012 wurde das Objekt eröffnet, musste aber wegen finanzieller Probleme von September 2014 bis Mai 2018 wieder geschlossen werden. Am 28. Juni 2018 wurde es wiedereröffnet.